# 美濃赤坂線
美濃赤坂線（日语：／ Mino-Akasaka sen */?）是一條連結岐阜縣大垣市內大垣站至美濃赤坂站，屬於東海旅客鐵道（JR東海）東海道本線的支線。
「美濃赤坂線」是通稱，正式稱呼是「赤坂支線」。

## 概要
此支線將大垣站與美濃赤坂站連結，全長5.0公里，實際軌道由南荒尾信號場自本線分岔，大垣站－南荒尾信號場間3.1公里是與本線的重複路段，支線部分實際只長1.9公里。南荒尾信號場－美濃赤坂站間是單線。
以輸送美濃赤坂周邊產出的石灰石、大理石為目的而在1919年（大正8年）開業。美濃赤坂站與1928年開業的西濃鐵道（貨物線）接續。
該支線是日本的國有鐵道（鐵道省、日本國有鐵道）內燃動車的發祥路線，戰前的1930年（昭和5年）起已經有汽油列車（Kihani 5000型）運行。另外，至1945年（昭和20年）為止與西濃鐵道直通運行，也是國有鐵道柴油動車組第1次直通至其他公司路線。

## 路線資料
- 管轄
  - 東海旅客鐵道（第一種鐵道事業者）
    - 全線由該公司東海鐵道事業本部（日语：東海旅客鉄道東海鉄道事業本部）管轄。

  - 日本貨物鐵道（第二種鐵道事業）
- 路線距離（營業距離）：大垣站－美濃赤坂站間 5.0公里
- 軌距：1067毫米
- 站數：3個（包括起點站）
- 複線路段：沒有（全線單線）
- 電氣化路段：全線（直流1500V）
- 閉塞方式：自動閉塞式
- 運轉指令所（日语：運転指令所）：東海綜合指令所（日语：東海総合指令所）
- 最高速度：
  - 大垣站－南荒尾信號場間 120公里/小時
  - 南荒尾信號場－美濃赤坂間 85公里/小時

## 運行形態
旅客列車自2012年3月時刻表改正起由9時至20時的列車開始以一人控制為主。另外，2013年（平成25年）3月時刻表改正以前設有與東海道本線名古屋站方向的直通列車運行，該改正以後所有列車只限在大垣站－美濃赤坂站間的支線內折返運行。2013年3月改正時，平日有18.5班來回，假日有18班來回運行，日間每2至3小時1班，除此以外的時間帶1小時有1至2班運行。
國有鐵道時代的1960年代末期，在夜間開抵東京站的夜行普通列車（被稱為大垣夜行），以該支線的美濃赤坂站為終點站。
JR貨物的貨物列車在2014年3月改正的時候，石灰石的搬運是1日2班來回（週六、日是1班來回。臨時可追加1班來回）的專用貨物列車，美濃赤坂站接續的西濃鐵道市橋線乙女坂站開始，途經東海道本線美濃赤坂站－笠寺站間，運行至名古屋臨海鐵道南港線名古屋南貨物站。

## 歷史
- 1919年（大正8年）8月1日：大垣站－荒尾聯絡所－美濃赤坂站間（3.1M≒4.99km）開業（大垣站－荒尾聯絡所間是重複路段）。美濃赤坂站開業[4]。
- 1930年（昭和5年）12月1日：荒尾站開業。荒尾信號場改稱南荒尾信號場。
- 1958年（昭和33年）10月1日：電氣化[4]。
- 1987年（昭和62年）4月1日：國鐵分割民營化，由東海旅客鐵道繼承。日本貨物鐵道（JR貨物）開始以第二種鐵道事業者進行貨物營業。
- 2012年（平成24年）3月17日：旅客列車開始一人控制運行[5]。

## 車站列表
顯示支線內的車站、信號場與接續路線。
- 旅客列車所有列車停靠全部旅客站
- 所有車站、信號場都位於岐阜縣大垣市
- 軌道 … ∥：複線路段，｜：單線路段（荒尾站不可列車交會），∨：此起往下是單線

| 中文站名     | 日文站名 | 英文站名 | 站間營業距離 | 累計營業距離 | 接續路線、備註                                              | 軌道 |
| ------------ | -------- | -------- | ------------ | ------------ | ----------------------------------------------------------- | ---- |
| 大垣         |          |          | -            | 0.0          | 東海旅客鐵道： 東海道本線 養老鐵道：養老線 樽見鐵道：樽見線 | ∥    |
| 南荒尾信號場 |          | /        | -            | 3.1          | （與本線的分岔點）                                          | ∨    |
| 荒尾         |          |          | 3.4          | 3.4          |                                                             | ｜   |
| 美濃赤坂     |          |          | 1.6          | 5.0          | 西濃鐵道：市橋線（貨物線）                                  | ｜   |

過去的接續路線
- 美濃赤坂站：西濃鐵道晝飯線（貨物線）

## 外部連結
- JR東海路線圖PDF